# Sapi
L'area safari di Sapi è un'area protetta del distretto di Urungwe dello Zimbabwe che, dal 1984, è iscritta tra i patrimoni dell'umanità dell'UNESCO, insieme a Mana Pools e Chewore.

## Descrizione
La storia del parco Sapi inizia nel 1964, quando viene istituita l'area protetta. Attualmente il parco protegge 118 000 ettari di terra. Il parco si trova nella parte bassa del corso dello Zambesi, vicino al confine con il Mozambico. Nel punto in cui confluiscono i fiumi Sapi e Zambesi si trovano alcuni appartamenti per i turisti ma, a causa della scarsità delle strade, i movimenti dei visitatori sono molto limitati. Durante la stagione delle piogge si può viaggiare nel parco solo a bordo di canoe.
Tra le specie animali del parco si ricordano elefanti, bufali, leopardi e ghepardi. Vi si trova anche un'importante colonia di coccodrilli del Nilo. La caccia è limitata, ed il parco viene diviso in zone concesse annualmente per lo sfruttamento dei diritti di caccia.